# Albert Petrelius
Albert Abraham Petrelius, född 21 december 1865 i Nyslott, död 19 augusti 1946 i Helsingfors, var en finländsk arkitekt.
Petrelius utexaminerades som arkitekt från Polytekniska institutet i Helsingfors 1890, som teckningslärare 1891 och studerade vid tekniska högskolan i Berlin 1891–1892. Han drev en arkitektbyrå tillsammans med Usko Nyström och Vilho Penttilä 1894–1908 och var en av tidens nyrenässans- och jugendarkitekter.